# Elga
Elga (en rus: Эльга) és un poble (un possiólok) del krai de Khabàrovsk, a Rússia, que el 2012 tenia 152 habitants. Pertany al districte rural de Verkhnebureïnski.